# Akira Kōdate
Akira Kōdate (高達 秋良?, Kōdate Akira; Kanagawa, 6 ottobre 1925 – 15 dicembre 2018) è stato un ingegnere e dirigente d'azienda giapponese, considerato dagli addetti ai lavori uno dei massimi esperti internazionali di management e direzione d'impresa, nonché di metodologie "lean". Dal 1953 ha lavorato come consulente aziendale in seno alla Japan Management Association (JMA) e a JMAC, di cui è stato Principal Consultant e Technical Advisor.

## Biografia
Laureatosi in ingegneria meccanica presso l'Università di Ibaragi nel 1948 - quando il Giappone era completamente raso al suolo e ancora scosso dalla sconfitta bellica nella seconda guerra mondiale - ha lavorato dapprima come operaio tornitore, poi come addetto al controllo di produzione e quindi come progettista per una azienda manifatturiera produttrice di macchine da cucire, che cercava come tante di risorgere dal vuoto industriale dell'epoca. Desideroso di capire come poter fornire un contributo maggiore alla ripresa economica migliorando l'efficienza e la produttività delle scarse risorse allora disponibili - sia materiali che umane, cercò contatti e letteratura di riferimento che potessero soddisfare la propria curiosità intellettuale. Consigliato da un suo superiore, lesse una pubblicazione a firma di Shigeo Shingō che suscitò in lui un grande interesse, dettato soprattutto dal fatto che gli insegnamenti accademici fino ad allora ricevuti si soffermavano su aspetti tecnici, ma non contemplavano nozioni e riflessioni su aspetti gestionali, la cui importanza si stava indagando e definendo proprio in quel momento.
Negli anni cinquanta in Giappone alcune piccole-medie aziende promettenti cercavano di definire un percorso di crescita ricorrendo al supporto offerto dal Ministero dell'Industria e del Commercio, di cui JMA ha sempre costituito un valente organo operativo. Come associazione non-for-profit di imprese, la Japan Management Association (JMA) erogava formazione e consulenza, occupandosi anche di formalizzare il know-how e pubblicare manuali e documenti di consultazione e riferimento.
Uno dei corsi che JMA organizzava agli scopi di cui sopra era il P-Course ® (Production Course), così denominato poiché si prefiggeva di trasmettere al personale operativo di fabbrica i concetti, le tecniche di base e gli strumenti di analisi fondamentali dell'Industrial Engineering. (Il corso viene tuttora tenuto con i medesimi presupposti). Responsabile e docente del corso fu per un lungo periodo Shigeo Shingō e per parte di questo egli si avvalse della collaborazione di Akira Kōdate, che nel frattempo era riuscito farsi assumere da JMA ed ebbe quindi l'opportunità di seguire da vicino per il suo superiore e maestro Shingo il percorso di apprendimento degli allievi, provenienti da varie aziende emergenti. Tra queste anche Toyota, che all'epoca (1955 circa) stava mettendo a punto - grazie alla mente illuminata di Taiichi Ōno - una serie di concetti che sarebbero stati poi alla base del celebre Sistema di produzione Toyota (TPS). I principi di quest'ultimo sono ripresi e diffusi dalla filosofia di management oggi nota come Lean thinking.
Dopo essersi occupato di controllo della produzione e aver condotto vari progetti di miglioramento (kaizen) e di riforma dei sistemi operativi aziendali per molte imprese, Kōdate sviluppò con alcuni colleghi di JMA il tema della produttività e dell'efficacia della gestione del processo di sviluppo prodotto. Nel 1960 pubblicò il libro Sekkei kanri (lett.: "il management della progettazione"), che vinse un premio come migliore saggio ad uso tecnico-professionale. Con quest'opera - edita in italiano per la prima volta nel 1990 per i tipi di ISEDI ed utilizzata da allora anche presso alcuni atenei italiani, egli rese altresì noti alcuni principi e metodi di miglioramento della progettazione, per la riduzione della varietà e dei costi di sviluppo prodotto. Tuttora molto usati sono ad esempio il VRP - Variety Reduction Program e la progettazione cosiddetta "a collage" (Henshu sekkei), da lui stesso coniati.
Convinto dell'opportunità e della necessità di ampliare conoscenza ed applicazione delle tecniche che nei decenni del boom economico hanno consentito all'industria nipponica di sollevarsi e crescere fino a divenire pilastro portante di una tra le maggiori potenze economiche mondiali, nel 1984 Akira Kōdate spostò la propria attività in Francia, dove fondò JMA Consultants Paris; nel 1988 replicò l'esperienza creando la prima joint venture di management consulting anche in Italia, a Milano.
È stato direttore scientifico del master in Lean Management organizzato dal Lean Enterprise Center e direttore didattico di corsi master presso altri istituti universitari ed enti di formazione superiore italiani. Akira Kōdate ha pubblicato vari libri ed articoli (comparsi ora in lingua giapponese, ora inglese o italiana) con focalizzazione prevalente sul management della progettazione e metodologie gestionali correlate (Variety Reduction Program® , Henshu Sekkei, Visible Planning®, Setsuban kanri®). Profondo conoscitore del pensiero ed estimatore della cultura italiana, è stato un esempio sorprendente e vivo di internazionalizzazione ed interculturalità.

## Citazioni
Nelle opere di seguito citate si fa riferimento al pensiero di Akira Koudate e a brani tratti dai suoi scritti:
- (EN)  Collini P., Cuel R., Fabrello L., “Sensemaking in target costing”, a research paper by dept of Computer Science of Verona University (Italy), 2002

- (IT)  Tonchia S., “Il Project Management - Come gestire il cambiamento e l'innovazione”, Il Sole24Ore, Milano 2005
- (IT)  Munari F. e Sobrero M.(a cura di), “Innovazione tecnologica e gestione d'impresa - La gestione dello sviluppo prodotto”, Il Mulino, 2004
- (IT)  Lean Enterprise Center, http://www.leancenter.it/LinkClick.aspx?fileticket=WdNzCeKBgPA=&tabid=162&language=it-IT e http://www.leancenter.it/LeanEvents/LeanSummit2009/LeanSummit2009invideo/tabid/199/language/it-IT/Default.aspx (Ottobre, 2009)
- (IT)  Maselli G.M., http://qualitiamo.com/articoli/Lean%20management.html (Ottobre, 2009)
- (IT)  Simboli N., http://www.leansolutions.it/tag/koudate-akira (Marzo, 2012)
- (IT)  http://www.docstoc.com/docs/22043146/Intervista-ad-Akira-Koudate-su-Shigeo-Shingo-e-la (Ottobre, 2012)